# Erzbistum Krakau
Das Erzbistum Krakau (lat.: Archidioecesis Cracoviensis, poln.: Archidiecezja krakowska) ist ein polnisches römisch-katholisches Erzbistum im Westen der Woiwodschaft Kleinpolen. Es ist gleichzeitig Metropolitansitz einer Kirchenprovinz, der seit 1992 neben dem Erzbistum die Suffraganbistümer Bielsko, Żywiec und Tarnów angehören.
Nach dem Erzbistum Posen und gemeinsam mit dem Erzbistum Gnesen gehört Krakau zu den ältesten römisch-katholischen Diözesen in Polen. Durch die Rolle der Wawelkathedrale in Krakau als Grablege der polnischen Könige hat das Erzbistum eine besondere Bedeutung für das polnische Nationalgefühl. 

## Geschichte
Die Anfänge des Bistums Krakau sind unklar. Die ersten beiden Bischöfe wurden in einer Liste der Krakauer Bischöfe von 1266 genannt, ohne weitere Angaben. Der griechische Name von Prohorius (Prochorios) lässt es möglich erscheinen, dass dieser im Zuge der Christianisierung des Mährerreiches Anfang des 10. Jahrhunderts in Krakau eingesetzt wurde.
973 gehörte Krakau zum neu gegründeten Bistum Prag. Um 990 wurde es durch Mieszko I. erobert. Eine Neugründung erfolgte wahrscheinlich erst 1000, als das Bistum Krakau mit Bischof Poppo im Akt von Gnesen dem Erzbistum Gnesen unterstellt wurde. Nach dem 968 gegründeten Erzbistum Posen und gemeinsam mit den gleichzeitig errichteten Diözesen Gnesen als erstem Metropolitansitz sowie Breslau gehört das Erzbistum Krakau zu den ältesten Bistümern im heutigen Polen.
Im Jahre 1049 wurde Bischof Aaron zum ersten Krakauer Erzbischof ernannt (wobei das Bistum selber nicht in den Rang eines Erzbistums erhoben wurde). Grund war wahrscheinlich die Verlegung der polnischen Hauptstadt von Gnesen nach Krakau im Jahre 1038, wodurch auch die Bedeutung des Bischofssitzes zunahm.
Unter dem Bischof Gedko entstand wahrscheinlich in den 1170er Jahren das ursprüngliche mittelalterliche Netz von Dekanaten. Aus dem Jahr 1326 stammt die erste unter allen polnischen Bistümern vollständige Liste der Dekanate und Pfarreien.
Einige Krakauer Bischöfe waren für die polnische Geschichte von besonderer Bedeutung. Zu ihnen gehören unter anderem der 1079 ermordete Stanislaus von Krakau, der als einer der polnischen Nationalheiligen gilt, sowie die seliggesprochenen Bischöfe Wincenty Kadłubek, erster polnischer Chronist, und Jan Prandota aus dem 13. Jahrhundert. Die politische Bedeutung der Krakauer Bischöfe zeigte sich insbesondere unter dem ersten polnischen Kardinal Zbigniew Oleśnicki. Dieser nutzte seinen politischen Einfluss im Land, um 1443 das Fürstentum Siewierz dem Bistum einzuverleiben, das bis 1789 in den Händen der Krakauer Bischöfe blieb und ihnen den Fürstentitel einbrachte.
In den Jahren 1440 bis 1480 komponierte Jan Długosz eine ausführliche, dreibändige Beschreibung des Bistums: Liber beneficiorum dioecesis Cracoviensis, eine der wichtigsten, mittelalterlichen Quellen Kleinpolens.
Das Bistum wurde zu einem der größten römisch-katholischen Bistümer in Europa und umfasste 1772 eine Fläche von 54.000 km², die die Woiwodschaften Krakau, Sandomir (ohne des nordwestlichen Teil), Lublin, sowie Teile von Oberschlesien und Zips, 51 Dekanate, um 1000 Pfarreien und Filien, 230 Städten und um 6000 Dörfern. 1772 wurde der südliche Teil des Bistums von den Habsburgern annektiert (siehe Teilungen Polens): 22 Dekanate, 4 Teile anderer Dekanaten, um 430 Pfarreien und Filien sowie etwa 1 Mio. römisch-katholische Christen. Der Rest des Bistums folgte in der dritten Teilung (1795). In der Folgezeit schwand der Glanz des Bistums. Denn 1807 wurde das Bistum dem Erzbistum Lemberg unterstellt, um dann 1818 Suffragan des Erzbistums Warschau zu werden. Trotz Machtverlust nannten sich die Krakauer Bischöfe seit 1889 Fürstbischöfe. Erst 1925 wurde das Bistum Krakau in den Rang eines Erzbistums erhoben und die Kirchenprovinz gebildet. Dies wurde auch der historischen und politischen Bedeutung des Bistums gerecht. Der wohl berühmteste Krakauer Erzbischof war Karol Wojtyła, der spätere Papst Johannes Paul II. Mit der Apostolischen Konstitution Totus Tuus Poloniae populus gab es Gebiete an die neu gegründeten Bistümer Bielsko-Żywiec und Sosnowiec ab. Vom 3. Juni 2005 bis zum 8. Dezember 2016 war Stanisław Dziwisz, der langjährige Sekretär von Papst Johannes Paul II., Krakauer Erzbischof. Der Weltjugendtag 2016 fand in Krakau statt.
Im Königreich Galizien und Lodomerien (1896–1918) verfügte der Bischof von Krakau über eine Virilstimme im Galizischen Landtag.

## Kathedrale
Die Königliche Basilika und Erzkathedrale der Heiligen Stanislaus und Wenzeslaus am Wawelhügel oder Wawel-Kathedrale ist seit Gründung des Bistums dessen Bischofskirche. Der bestehende dritte Bau am selben Ort wurde 1346 in gotischen Bauformen vollendet. Durch die Lage der Kathedrale auf dem Wawelhügel, der vom 11. bis zum 16. Jahrhundert Residenz der polnischen Könige war, diente sie nicht nur als Bischofs-, sondern auch als Hofkirche sowie als Grablege der Herrscher, ihrer Familien und anderer für die polnische Nation bedeutsamer Personen. Die Wawel-Kathedrale gilt daher als polnisches Nationalheiligtum.

## Ausdehnung des Erzbistums
Die Kirchenprovinz Krakau erstreckt sich über die polnischen Woiwodschaften Kleinpolen, Heiligkreuz, sowie den südöstlichsten Teil der Woiwodschaft Schlesien. Das Erzbistum dagegen nimmt nur den Westteil der Woiwodschaft Kleinpolen ein. 
Folgende Landkreise gehören dem Erzbistum Krakau an:
- Stadtkreis Krakau,
- Powiat Bocheński
- Powiat Myślenicki
- Powiat Suski
- Powiat Tatrzański
- Powiat Wielicki

Folgende Kreise gehören dem Erzbistum Krakau teilweise an:
- Powiat Krakowski
- Powiat Limanowski
- Powiat Nowotarski
- Powiat Oświęcimski
- Powiat Wadowicki

## SeligeundHeiligeaus dem Erzbistum Krakau
- Heiliger Stanislaus von Krakau (* um 1030; † 11. April 1079), Bischof von Krakau, Patron der Wawelkathedrale und Nationalheiliger Polens
- Seliger Wincenty Kadłubek (* um 1150; † 3. März 1223), Bischof von Krakau
- Heiliger Johannes Paul II., Erzbischof von Krakau 1964–1978, anschließend Papst